# 阿纳托利·瓦西里耶维奇·佩图霍夫
阿纳托利·瓦西里耶维奇·佩图霍夫（俄语：Анато́лий Васи́льевич Петухо́в，1934年11月2日生于苏联俄罗斯苏维埃联邦社会主义共和国沃洛格达州维捷格拉区的希莫泽罗村，2016年8月30日逝于俄罗斯沃洛格达）是一位苏联—俄罗斯维普斯族作家。使用俄语和维普斯语写作。他是第一位维普斯族职业文学家。他还曾担任俄罗斯人民代表、俄罗斯最高苏维埃成员（1990—1993年）。曾获俄罗斯各族人民友谊勋章（1994年）。

## 生平
佩图霍夫1934年出生于沃洛格达州维普斯族村落希莫泽罗的一个教师家庭。1953年毕业于别洛焦尔斯克师范学校及苏联共产党中央委员会下属列宁格勒高级党校新闻系。接受过教师和记者教育。
自1953年起在切列波韦茨、鄂木斯克州和沃洛格达州的报社担任记者。自1965年起定居沃洛格达。佩图霍夫的短篇小说和诗歌首次发表于沃洛格达报界是在1950年代中期。1966年出版了第一本书——《树精》（Лешак）。他自1968年起开始专业从事写作活动，后成为苏联作家协会会员。
佩图霍夫的创作并不局限于维普斯族题材。其作品中的民族性得到保留，但却是放在全人类的语境中被审视。作家聚焦于当代农村的生活，认为维普斯人——这个昔日俄罗斯北方的庞大民族——的民族悲剧根源在于农民与土地的脱离、对祖先习俗的背离。佩图霍夫的风格特点是简洁、通俗易懂以及适度使用当地方言。
佩图霍夫创作的另一个重要主题是人与自然的关系。在他为儿童撰写的书籍中，这一主题占据着主导地位。作家用维普斯语创作的首批作品就是献给儿童和自然的。这就是《动物故事集》，自1990年起在《火星》（Кипиня）杂志上定期发表。
他是维普斯文字的奠基人之一，编辑了第一部学术版维普斯语词典，并参与了为维普斯儿童编写教材的工作。

## 政治活动
1990年，阿纳托利·佩图霍夫当选为俄罗斯苏维埃联邦社会主义共和国人民代表，并在俄罗斯最高苏维埃担任土著少数民族发展委员会副主席。他曾任俄罗斯最高苏维埃民族院成员（1990—1993年），还曾获颁各族人民友谊勋章。

## 作品
- 《树精》. 中篇小说. — 沃洛格达: 西北书籍出版社, 1966. — 142 页.
- 《捕兽夹》. 短篇小说 // 《接班人》杂志. — 1969. — № 17. — 第 8—10 页.
- 《奥亚特河——公正之河》. 特写. // 《农村青年》杂志. — 1970. — № 12. — 第 6—8 页.
- 《西季河——神秘之河》. 中篇小说集. — 莫斯科: 儿童文学出版社, 1971. — 224 页.
- 《种族之根》. 短篇小说集. — 沃洛格达: 西北书籍出版社, 1972. — 112 页.
- 《在蓝色的林间空地》. 短篇小说 // 《乌拉尔追踪者》杂志. — 1972. — № 3. — 第 42—51 页.
- 《在蓝色的林间空地》. 短篇小说集. 中篇小说. — 莫斯科: 苏维埃俄罗斯出版社, 1972. — 111 页.
- 《西季河——神秘之河》. 中篇小说集. — 莫斯科: 儿童文学出版社, 1973. — 224 页.
- 《西季河——神秘之河》. 中篇小说集. — 沃洛格达: 西北书籍出版社, 1975. — 208 页.
- 《苏焦米耶的人们》. 中篇小说. — 莫斯科: 儿童文学出版社, 1975. — 207 页.
- 《彼得胡霍夫 A. 熊朋友，伸出你的爪子！..》中篇小说. — 莫斯科: 儿童文学出版社, 1978. — 191 页.
- 《西季河——神秘之河》. 中篇小说集. — 莫斯科: 儿童文学出版社, 1983. — 303 页.
- 《苏焦米耶的人们》. 中篇小说. — 莫斯科: 苏维埃俄罗斯出版社, 1986. — 288 页.
- 《没有父亲》. 中篇小说. — 莫斯科: 儿童文学出版社, 1987. — 188 页.
- 《没有父亲。苏焦米耶的人们》. 中篇小说集. — 莫斯科: 儿童文学出版社, 1989. — 398 页.
- 与索特尼克 Ю.合著《冒险未成。熊朋友，伸出你的爪子！六2班的怪人》. — 莫斯科: 儿童文学出版社, 1989. — 367 页.
- 《友谊中篇小说集》. — 阿尔汉格尔斯克: 西北书籍出版社, 1990. — 288 页.
- 《关于松鸡求偶场我们是否全知（问题与思考）》 // 《狩猎天地》杂志. — 2002. — № 2. — 第 178—196 页.
- 《选集（两卷本）》. — 沃洛格达: 印刷工作者出版社, 2005. — 379, 428 页.
- 《维普斯人的广袤大地》 // 《维普斯文学。材料与研究》. — 莫斯科: 俄罗斯文学出版社, 2011. — 第 108—125 页.